# Scutiger liupanensis
Espèce
Statut de conservation UICN

 EN  : En danger
Scutiger liupanensis est une espèce d'amphibiens de la famille des Megophryidae.

## Répartition
Cette espèce est endémique de la province du Ningxia en République populaire de Chine. Elle se rencontre entre 1 900 et 2 500 m d'altitude dans le xian de Jingyuan,.

## Étymologie
Son nom d'espèce, composé de liupan et du suffixe latin -ensis, « qui vit dans, qui habite », lui a été donné en référence au lieu de sa découverte, les monts Liupan.

## Publication originale
- Huang, 1985 : A new species of pelobatid toads (Amphibia: Pelobatidae) from Ningxia Hyi Autonomous Region. Acta Biologica Plateau Sinica, vol. 4, p. 77-81.